# Невил Шут
Невил Шут (на английски: Nevil Shute) е английски авиоинженер и писател, автор на произведения в жанровете съвременен, военен, приключенски, криминален и любовен роман.

## Биография и творчество
Невил Шут Норуей е роден на 19 януари 1899 г. в Лондон, Англия, в семейството на Артър Хамилтън Норуей, пощенски чиновник, и Мария Луиза Гадсдън. Завършва гимназия в Дъблин, където баща му е секретар на Пощенската служба в Ирландия. От малък страда от заекване, поради което, когато завършва Кралската военна академия през 1918 г., не е приет в британската армия. Служи като резервист в Първи резервен батальон на Съфолк.
Учи в Балиол Колидж, Оксфорд, и получава бакалавърска степен като инженер през 1922 г. От ранна възраст се увлича по самолети и докато е в Оксфорд работи през ваканциите като доброволец в компанията „Havilland Aircraft Co“. През януари 1923 г. започва редовна работа в компанията.
Научава се да лети и започва да пише романи. Завършва първия си ръкопис в края на 1923 г., който не е публикуван. През 1924 г. постъпва във „Vickers Ltd“ като помощник на главния конструктор сър Барнс Уолис, който отговаря за проектирането и изграждането на дирижабъла тип R100. След като дирижабълът R101 катастрофира през 1930 г. при първия си полет до Индия, и с него загиват висши представители на екипа, проектът е спрян.
Невил Шут започва да пише редовно в свободното си време. Третият му ръкопис е издаден като криминалния роман „Marazan“ през 1926 г. Публикуван е под двете му имена, за да не се отразява писателската му кариера върху професията му.
На 7 март 1931 г. се жени за Франсис Мери Хийтън, лекарка. Имат две дъщери, Хедър и Шърли.
През 1931 г., след отмяната на проекта R100, той основава собствена компания за производство на самолети „Airspeed Ltd“, която става един от най-големите производители във Великобритания до избухването на Втората световна война. След публикуването на романа „Lonely Road“ през 1932 г., отговорността му към компанията става голяма и до 1938 г. престава да пише. През 1938 г. напуска компанията и се посвещава на писателската си кариера, която се развива стремително.
По време на Втората световна война става доброволец във Военноморските сили и работи по различни нови оръжия. Участва и като кореспондент в Нормандия и Бирма. До края на войната получава звание лейтенант.
След войната кариерата му на писател получава още по-комерсиален успех. През 1948 г. лети със собствения си самолет до Австралия. Притиснат от британското данъчно облагане през 1950 г. емигрира в Австралия и се заселва в Лангуорин, югоизточно от Мелбърн.
Неговите най-големи успехи именно от времето на живота му в Австралия, като през 50-те години той е един от най-продаваните автори. Романите му се характеризират със силни и лоялни герои с недвусмислен морал, които са обикновени хора поставени в реалистични или фантастични условия.
Най-известната му книга става „На брега“ издадена през 1957 г. В нея описва постапокалиптичната ситуация след избухването на ядрена война, при която последните оцелели жители са останали в Австралия. През 1959 г. романът е екранизиран от Стенли Крамер в едноименния филм с участието на Грегъри Пек и Ава Гарднър, а през 2000 г. е направен римейк с участието на Арманд Асанте, Брайън Браун и Рейчъл Уорд.
Много от другите му книги също са екранизирани, като „A Town Like Alice“ с участието на Питър Финч.
Невил Шут умира от инсулт на 12 януари 1960 г. в Мелбърн, Австралия.

## Произведения

### Самостоятелни романи
- Marazan (1926)
- So Disdained (1928) – издаден и като „The Mysterious Aviator“
- Lonely Road (1932)
- Ruined City (1938) – издаден и като „Kindling“
- What Happened to the Corbetts (1939) – издаден и като „Ordeal“
- Landfall (1940)
- An Old Captivity (1940)
- Pied Piper (1942)
- Pastoral (1944)
- Most Secret (1945)
- Vinland the Good (1946)
- The Chequer Board (1947)
- No Highway (1948)
- A Town Like Alice (1950) – издаден и като „The Legacy“
- Round the Bend (1951)
- The Far Country (1952)
- In the Wet (1953)
- Slide Rule (1954)
- Requiem for a Wren (1955) – издаден и като „The Breaking Wave“
- Beyond the Black Stump (1956)
- On the Beach (1957)
На брега, изд.: „Народна култура“, София (1985), прев. Иванка Ангелова
- The Rainbow and the Rose (1958)
- Trustee from the Toolroom (1960)
- Stephen Morris (1961)

### Новели
- The Seafarers (2002)

### Сборници
- Great World War II Stories (1989) – с Джеймс Джоунс, Джеймс Мичънър, Ъруин Шоу, и др.

### Екранизации
- 1936 Lonely Road
- 1942 The Pied Piper
- 1949 Landfall
- 1951 No Highway
- 1956 A Town Like Alice
- 1959 На брега, On the Beach
- 1968 The Jazz Age – ТВ сериал, 1 епизод по „Lonely Road“
- 1981 A Town Like Alice – ТВ минисериал, 3 епизода
- 1988 The Far Country – ТВ филм
- 1990 Crossing to Freedom – ТВ филм
- 2000 On the Beach – ТВ филм
- 2000 The Red Box – история